# Galerie Montmartre
Pour les articles homonymes, voir Galerie Montmartre (galerie d'art).
La galerie Montmartre est une voie du 2e arrondissement de Paris, en France.

## Situation et accès
La galerie Montmartre est une voie située dans le 2e arrondissement de Paris. Elle débute au 151, rue Montmartre et se termine au 25, passage des Panoramas.

## Origine du nom
Elle porte ce nom en raison du voisinage de la rue Montmartre.

## Historique
Cette voie a été créée en 1834 sous le nom de « passage des Panoramas » avant de prendre son nom actuel.

## Bâtiments remarquables et lieux de mémoire
- No 27 : en 1868, Rodolphe Julian y ouvre une première académie libre de peinture[1].

## Pour approfondir